# Pilar Fernández i Bozal
Pilar Fernandéz Bozal (Barcelona, 1963) és un advocada de l'Estat que va ser consellera de Justícia de la Generalitat de Catalunya durant la legislatura més curta de la Generalitat (2011-2012).
Ha estat l'Advocada de l'Estat en cap de Catalunya, membre de la Comissió de Control de Dispositius de Videovigilància a Catalunya i vocal del Consell d'Administració de l'Autoritat Portuària de Barcelona en representació de l'Estat espanyol.
El 29 de desembre de 2010 va ser nomenada consellera de Justícia de la Generalitat pel president Artur Mas. En les eleccions al Parlament de Catalunya de 2015, es va incorporar com a independent a la llista d'Unió Democràtica de Catalunya.